# Latvijas Banka
Latvijas Banka (lettisch für „Lettische Bank“) ist die Zentralbank der Republik Lettland. Sie ist Mitglied des Eurosystems, des Europäischen Systems der Zentralbanken und des Erweiterten Rats der Europäischen Zentralbank. Auf diese Weise hat die Bank auch Einfluss auf die Geldpolitik und Wirtschaftspolitik der EU.

## Geschichte
Die Republik Lettland erklärte sich am 18. November 1918 für unabhängig. Zu den ersten Aufgaben des Staates gehörte die Bestimmung der Grundlagen des Finanzsystems und der Währung des Landes. Am 7. September 1922 beschloss die verfassunggebende Versammlung ein vorläufiges Gesetz über die Zentralbank, das der Latvijas Banka unter anderem das Recht gab, die nationale Währung auszugeben. Im selben Jahr wurde der lettische Lats eingeführt. Er ersetzte den lettischen Rubel, 50 Rubel entsprachen einem Lats. Das endgültige Gesetz über die Zentralbank wurde von der Saeima am 24. April 1923 beschlossen und am 2. Juli desselben Jahres vom Präsidenten Jānis Čakste unterzeichnet.
Während der Zeit der ersten sowjetischen Besetzung Lettlands ab dem 17. Juni 1940 wurden die privaten Banken des Landes unter dem Dach der Latvijas Banka verstaatlicht, bevor diese am 10. Oktober 1940 aufgelöst wurde. Ihre Funktionen übernahm ein Republikbüro der sowjetischen Zentralbank Gosudarstvenny bank SSSR. Während der interimistischen deutschen Besetzung Lettlands von 1941 bis 1945 konnte die Latvijas Banka ihren Betrieb eingeschränkt wieder aufnehmen; das Recht, eine Währung auszugeben, blieb ihr verwehrt.
Mit der Wiedererlangung der Unabhängigkeit wurde die Zentralbank der Republik Lettland wieder hergestellt und der Lats wieder eingeführt. Am 1. Januar 2014 wurde dieser durch den Euro als Landeswährung abgelöst.
Neben ihrem Hauptsitz in Riga unterhält die Bank drei Filialsitze in Daugavpils, Rēzekne und Liepāja.

## Aufgaben
Während der Wiedererlangung der lettischen Unabhängigkeit wurden die Aufgaben der Zentralbank in zwei Gesetzen bestätigt. „Par bankām“ und „Par Latvijas Banku“ wurden zwar noch vor dem Zerfall der Sowjetunion beschlossen, endgültig aber erst im Jahr 1992 verabschiedet. Die Gesetze definieren die Latvijas Banka als unabhängige, autonome Zentralbank, mit dem exklusiven Recht, die nationale Währung auszugeben. Weitere Aufgaben sind die Kontrolle des nationalen Banksektors und Zahlungsverkehrs, die Steuerung der nationalen Geldpolitik und die Verwaltung der Staatskasse. Dem Gesetz „Par Latvijas Banku“ zufolge ist ein Hauptziel der Bank, die Inflation unter Kontrolle zu halten. Darüber hinaus beeinflusst die Zentralbank die makro-ökonomischen Bedingungen und trägt zu einem nachhaltigen, über die Zeit stabilen, Wirtschaftswachstum bei.

## Leitung
Latvijas Banka wird von einem Vorstand geleitet, dem ein Vorsitzender, sein Stellvertreter und sechs einfache Mitglieder angehören. Vorsitzender der Latvijas Banka ist seit 2001 Ilmārs Rimšēvičs. Sein Vorgänger war 1991–2001 Einars Repše. Am 20. Februar 2018 wurde Rimšēvičs wegen Korruptionsvorwürfen vom Dienst suspendiert.